# Kvalifikace na Mistrovství světa ve fotbale 1982
V kvalifikaci na Mistrovství světa ve fotbale 1982 se národní týmy ze šesti fotbalových konfederací ucházely o 22 postupových míst na závěrečný turnaj. Pořadatelské Španělsko spolu s obhájcem titulu - Argentinou měli účast na závěrečném turnaji jistou. Kvalifikace se účastnilo 109 zemí.
| Region                                        | Počet místenek na finálovém turnaji pro tento region | Počet účastníků kvalifikace v tomto regionu |
| --------------------------------------------- | ---------------------------------------------------- | ------------------------------------------- |
| Afrika (CAF)                                  | 2                                                    | 29                                          |
| Asie (AFC) a Oceánie (OFC)                    | 2                                                    | 21                                          |
| Evropa (UEFA)                                 | 14 (včetně pořadatelského Španělska)                 | 33                                          |
| Jižní Amerika (CONMEBOL)                      | 4 (včetně Argentiny)                                 | 9                                           |
| Severní, Střední Amerika a Karibik (CONCACAF) | 2                                                    | 15                                          |

## Kvalifikační skupiny
Celkem 103 týmů sehrálo alespoň jeden kvalifikační zápas. Sehráno jich bylo 306 a padlo v nich 797 branek (tj. 2,60 na zápas).

### Afrika (CAF)
(29 týmů bojujících o 2 místenky)
V africké kvalifikaci byly čtyři fáze hrané vyřazovacím systémem doma a venku. Nejlepší 4 týmy byly nasazeny přímo do druhé fáze, zatímco zbylých 24 účastníků začínalo v první fázi. Dva vítězové čtvrté fáze postoupili na závěrečný turnaj.

### Asie (AFC) a Oceánie (OFC)
(21 týmů bojujících o 2 místenky)
Po odhlášení Íránu se asijské a oceánské kvalifikace zúčastnilo pouze 20 týmů. V první fázi byli účastníci rozděleni do čtyř skupin podle geografických kritérií. Skupiny 1 a 2 měly pět účastníků, skupina 3 čtveřici týmů a skupina 4 šestici celků, která byla rozdělena do dvou podskupin, ze kterých postoupily první dva týmy do skupinového play off. Z každé ze skupin postoupil vítěz do finálové fáze, kde se čtveřice týmů utkala dvoukolově doma a venku o dvě postupová místa na závěrečný turnaj. 

### Evropa (UEFA)
(33 týmů bojujících o 13 místenek)
Celkem 33 týmů (včetně Izraele, který v té době nebyl členem UEFA), bylo rozlosováno do 7 skupin. Z toho bylo šest skupin pětičlenných a jedna tříčlenná. Ve skupinách se utkal každý s každým dvoukolově doma a venku. Z pětičlenných skupin postupovaly na MS první dva týmy, zatímco ze tříčlenné pouze její vítěz.

### Jižní Amerika (CONMEBOL)
(9 týmů bojujících o 3 místenky)
Devítka účastníků byla rozlosována do 3 skupin po 3 týmech. Ve skupinách se utkal každý s každým dvoukolově doma a venku. Vítězové skupin postoupili na MS.

### Severní, Střední Amerika a Karibik (CONCACAF)
(15 týmů bojujících o 2 místenky)
Kvalifikace zóny CONCACAF se hrála v rámci Mistrovství Severní, Střední Ameriky a Karibiku 1981. V první fázi bylo 15 týmů rozděleno do tří skupin podle geografických kritérií. Severoamerické zóny se zúčastnily 3 týmy, které se utkaly dvoukolově každý s každým doma a venku. První dva týmy postoupily do finálové fáze. Ve středdoamerické zóně se pětice týmů utkala dvoukolově každý s každým doma a venku a první dva týmy postoupily do finálové fáze. V karibské zóně se nejprve dvojice nejníže nasazených týmů utkala v předkole hraném systémem doma a venku. Ve skupinové fázi byla šestice týmů rozlosována do dvou skupin po šesti, ve kterých se utkal každý s každým dvoukolově doma a venku. Vítězové obou skupin postoupila do finálové fáze. V ní se šestice týmů utkala jednokolově každý s každým na centralizovaném místě. První dva týmy postoupily na MS.